# Теорія авіації
Теорія авіації – це сфера наукової діяльності, навчально-методична дисципліна, метою вивчення та дослідження якої є впровадження, аналіз та опрацювання теоретичних відомостей, завданнями яких є методологічне та термінологічне забезпечення галузі авіації, як галузі транспорту та техніки.  

## Предмет вивчення та основні завдання
Знання теорії авіації потрібне при проектуванні, коли вирішується задача про обрання таких характеристик, що забезпечували б надійну і безаварійну експлуатацію повітряного судна за різних режимів польоту, а також в процесі експлуатації для їх контролю і регулювання з метою дотримання безпеки авіаперевезень. У тому числі завданнями теорії авіації є класифікація повітряних суден та аеропортів, загальний опис конструкції літальних апаратів, їх систем та обладнання, систематизація фізичних законів і принципів польоту літальних апаратів, опис історії та перспектив розвитку авіації, опис загальних засад функціонування державних та міжнародних авіаційних організацій, аналіз та дослідження відомостей про організацію авіаперевезень і безпеку польотів, а також про виробництво, ремонт і технічне обслуговування повітряних суден.    

## Базові та суміжні дисципліни
Оскільки будь-який літальний апарат є твердим тілом, то загальні відомості про теорію авіації спираються на закони теоретичної механіки, але оскільки рух його відбувається у повітрі, вимагаються знання законів руху повітря, тобто аеродинаміки. Також до базових дисциплін можна віднести вищу математику, фізику, інженерну графіку, інформатику, історію авіації.